# 内德拉河
内德拉河（烏克蘭語：Недра），是烏克蘭的河流，位於該國北部，流經切爾尼戈夫州和基輔州，屬於特魯比日河的左支流，河道全長61公里，流域面積810平方公里。